# Kvėdarna
Kvėdarna is een plaats in het Litouwse district Tauragė. De plaats telt 468 inwoners (2001).

## Geboren
- Aivaras Mikutis (2002), wielrenner